# نظرية الاتصال التكاملي
نظرية التواصل التكاملي (بالإنجليزية: Integrative communication theory) أو نظرية كيم هي نظرية للتكيف بين الثقافات اقترحتها يونغ يون كيم. عُثر على أول نسخة منشورة على نطاق واسع من نظرية كيم في الفصول الثلاثة الأخيرة من كتاب مدرسي من تأليف ويليام جوديكونست مع يونغ يون كيم كمؤلف ثانٍ. انظر التثاقف والاستيعاب.

## خلفية نظرية الاتصال التكاملي
تؤكد نظرية استيعاب يونغ يون كيم للتكيف عبر الثقافات أن التحول البشري يأخذ مسارًا واحدًا فقط، وهو الاستيعاب. تجادل كيم بأن جميع البشر يشعرون بالامتثال أثناء انتقالهم إلى بيئة جديدة وغير مألوفة ثقافيًا وأنهم يفعلون ذلك من خلال "نبذ" من هم في الأصل. ويشير مفهوم التكيف بين الثقافات إلى عملية يحقق فيها الفرد ومن خلالها مستوى متزايد من اللياقة النفسية والوظيفية فيما يتعلق بالبيئة المتلقية. تفترض نظرية كيم عملية محصلتها صفر حيث يحدث الاستيعاب أو "التكيف" فقط إلى الحد الذي يفقد فيه الوافد الجديد خصائص هويته الثقافية الأصلية، مثل اللغة والعادات والمعتقدات والقيم.
ومع ذلك، فإن نظرية كيم متناقضة ذاتيًا، فمن ناحية، يرى كيم أن الوافد الجديد "يتطور" نحو أن يصبح تمامًا مثل الأغلبية المضيفة من خلال استيعاب طرق الأغلبية في التفكير والشعور والتصرف مع التخلص من طرقهم الخاصة. ولكن من ناحية أخرى، يرى كيم أن من هذا التحول تظهر هوية بين الثقافات، والتي توجد بطريقة أو بأخرى خارج كل طوارئ الثقافة واللغة نفسها. ويدعي كيم أن الأفراد يدخلون ثقافة جديدة لفترات زمنية متفاوتة، وتشمل العمال المهاجرين والدبلوماسيين والمغتربين على حد سواء.

### جهود التحقيق
بدأت أبحاث كيم في التكيف بين الثقافات في السبعينيات ضمن دراسة استقصائية للمهاجرين الكوريين في منطقة شيكاغو. وتوسعت أخيرًا لدراسة مجموعات المهاجرين واللاجئين الأخرى في الولايات المتحدة لتشمل الهنود الأمريكيين، والأمريكيين اليابانيين والمكسيكيين، واللاجئين من جنوب شرق آسيا. بالإضافة إلى دراسة مجموعات المهاجرين، أجرت يونج يون كيم بحثًا عن مجموعات من الطلاب الذين يدرسون في الخارج في الولايات المتحدة، وكذلك الطلاب الدوليين في اليابان، والمغتربين الكوريين في الولايات المتحدة، والمغتربين الأمريكيين في كوريا الجنوبية. تم العثور على الخطوط العريضة الأولى لنظريتها في مقال بعنوان "نحو نظرية تفاعلية للاتصال - التثاقف"، مما أدى إلى عرض كامل للنظرية في الاتصال والتكيف عبر الثقافات: نظرية تكاملية، والذي تم تحسينه وتحديثه بشكل أكبر مع "التحول بين الثقافات: نظرية تكاملية للتواصل والتكيف بين الثقافات".
تذكر كيم أن هناك خمس "حلقات مفقودة" رئيسية في أدب التكيف بين الثقافات، والتي تحاول نظريتها تغطيتها:
1. عدم الاهتمام بالعوامل على المستوى الكلي، مثل الأنماط الثقافية والمؤسسية للبيئة المضيفة.
2. الحاجة إلى دمج مجالات التحقيق المنفصلة تقليديا في التكيف طويل الأجل وقصير الأجل.
3. يجب النظر إلى التكيف بين الثقافات في سياق التعلم الجديد والنمو النفسي لتوفير تفسير أكثر توازناً واكتمالاً لتجارب الأفراد في بيئة غير مألوفة.
4. يجب بذل الجهود لفرز وتوحيد العوامل التي تشكل و/أو تفسر عملية التكيف بين الثقافات للأفراد.
5. يجب الاعتراف بالمقدمات الأيديولوجية المتباينة للاستيعاب والتعددية ودمجها في مفهوم عملي للتكيف بين الثقافات كشرط للبيئة المضيفة وكذلك لتكيف الفرد مع تلك البيئة.

### مبادئ التنظيم
- التكيف كظاهرة طبيعية وعالمية
  - تعتمد نظرية التواصل التكاملي على غريزة الإنسان في النضال من أجل تحقيق التوازن عند مواجهة الظروف البيئية المعاكسة كما تشهدها الثقافة الجديدة. ولا تقتصر هذه التجربة على منطقة واحدة أو مجموعة ثقافية أو أمة واحدة، بل هي مفهوم عالمي للميول الإنسانية الأساسية التي تصاحب كفاح كل فرد عندما يواجه بيئة جديدة ومليئة بالتحديات.[3]
- التكيف كظاهرة شاملة
  - قبل الجهود المبذولة لتحقيق التكامل العرقي والثقافي في الولايات المتحدة، كان التوجه الرئيسي هو الاستيعاب. كان التركيز على أيديولوجية "الأقلية النموذجية" التي تنص على أن المعيار الوحيد للتفكير "المناسب" و"الفعال" و"المختص" (الإدراك)، والشعور (التأثير)، والسلوك (الملاءمة الوظيفية) كان مفترضًا. ثقافة الأغلبية السائدة. كان الوافد الجديد المهاجر مجبرًا على استيعاب الطرق السائدة في التفكير والشعور والتصرف أو سيتم تهميشه. بداية حتى قبل الحرب العالمية الثانية وبالتأكيد بعد ذلك، نمت الجهود المبذولة لتحقيق التكامل العرقي والإثني بشكل كبير وأصبحت أيديولوجية الأقلية النموذجية غير قابلة للدفاع عنها.[6] ولكن حتى في القرن الحادي والعشرين نرى بقايا منه. ومن الأمثلة على ذلك نظرية التكيف بين الثقافات التي وضعها يونغ يون كيم. تركز النظرية على الطبيعة الوحدوية للعمليات النفسية والاجتماعية والترابط الوظيفي المتبادل في البيئة الشخصية.[3] يأخذ هذا الرأي في الاعتبار العوامل النفسية الدقيقة والاجتماعية الكلية في الاندماج النظري "التكامل العمودي" للنظرية. في حين أن نظرية التكيف عبر الثقافات في حد ذاتها عبارة عن مزيج من الأفكار السابقة، إلا أنها لا تتعلق بالتكامل العنصري أو العرقي، بل تتعلق بدلاً من ذلك بالاستيعاب. يجب أن يتوافق النزيل مع ثقافة مجموعة الأغلبية حتى يكون "متمكنًا من التواصل". إن التقدم التطوري للفرد يتطلب من الفرد "التخلي عن التماهي مع الأنماط الثقافية التي تشكل هوية الفرد وما هو عليه" (ص. 377). هذه الأنماط ليست سلوكية فحسب، بل هي طرق تفكير "مناسبة" كما حددها الواقع السائد للأغلبية.
- التكيف كظاهرة قائمة على التواصل
  - يبدأ الشخص في التكيف فقط عندما يتواصل مع الآخرين في بيئته الجديدة. ويعتمد التكامل على ذلك التفاعل مع المجتمع المضيف، وتعتمد درجة تكيف الفرد على مقدار وطبيعة التواصل مع أفراد المجتمع المضيف.
- النظرية كنظام للوصف والتفسير
  - تم تصميم النظرية الحالية لتحديد الأنماط الموجودة عادة ضمن مجموعة محددة بوضوح من الحالات الفردية وترجمة هذه الأنماط إلى مجموعة من البيانات المعممة والمترابطة. لم يتم التشكيك في حقيقة أن البشر سوف يتكيفون في بيئة جديدة، ولكن كيف ولماذا يتكيف الأفراد.
- التنظير في واجهة الاستنباط والاستقراء
  - لقد تحول بحث كيم بين العمليات الاستنباطية والاستقرائية – بين المجال المفاهيمي للتطور المنطقي للأفكار من مجموعة من الافتراضات الأساسية حول التكيف البشري والإثبات التجريبي للأفكار بناءً على الأدلة المتوفرة في أدبيات العلوم الاجتماعية.[3] قدمت كيم في بحثها قصصًا وشهادات للمهاجرين والمقيمين المتاحة في مصادر غير فنية مثل التقارير والسير الذاتية والرسائل والمذكرات والحوارات والتعليقات وغيرها من المواد في المجلات والصحف والكتب الخيالية والواقعية والبرامج الإذاعية. والبرامج التليفزيونية. هذه الحسابات الفردية ليست بيانات علمية، بل هي بمثابة مصدر حيوي للرؤى حول "التجارب الحية" للتكيف بين الثقافات.[3]
- المفاهيم البؤرية والشروط الحدودية
  - تستخدم كيم مصطلحين مركزيين في نظرية الاتصال التكاملي، التكيف والغريب، من أجل المساعدة في تعريف النظرية.[3] يدمج الغريب فيه جميع الأفراد الذين يدخلون ويستقرون في بيئة ثقافية أو شبه ثقافية جديدة.[3]

## عملية التكيف بين الثقافات
يولد جميع البشر في بيئة غير مألوفة ويتم تربيتهم ليصبحوا جزءًا من الثقافة. تُعرف هذه العملية بالتثقيف، وتشير إلى تنظيم وتكامل وصيانة البيئة المنزلية طوال سنوات التكوين إلى جانب التغيير الداخلي الذي يحدث مع زيادة تفاعل الفرد في بيئته الثقافية.

### الدخول في ثقافة جديدة
يعد اعتماد نهج شامل وتعاوني لممارسات الاتصال أمرًا ضروريًا للانتقال إلى ثقافة جديدة للتواصل التكاملي. كفرد أو مجموعة أو منظمة استثمر في التدريب على الحساسية الثقافية للحصول على نظرة ثاقبة للعادات والقيم وطرق الاتصال الفريدة للثقافة الجديدة. ونتيجة لذلك، قد يصبح الأشخاص والمجموعات أكثر حساسية تجاه مجموعة متنوعة من وجهات النظر والأساليب التي يشملها التواصل التكاملي. تعزيز التواصل الصريح والاستماع اليقظ بين أعضاء الفريق. إنشاء منتديات حيث يمكن للناس التعبير بحرية عن أفكارهم وتجاربهم من أجل تعزيز ثقافة تقدر وتستمع إلى مجموعة متنوعة من وجهات النظر.
تفكيك الجدران التشغيلية الإدارية أو الوظيفية لتعزيز التعاون متعدد التخصصات. لتضمين أفكار من وجهات نظر عديدة، وتعزيز التعاون بين الفرق المتنوعة ومجالات الخبرة. لتحسين قدرات الاتصال، وتوفير فرص للتدريب والتطوير. قد تكون ورش العمل حول العمل الجماعي الفعال والتواصل بين الثقافات وحل النزاعات جزءًا من هذا. تأكد من أن القيادة ملتزمة بمبادئ الاتصال التكاملي. من الضروري للقادة أن يجسدوا السلوك الذي يرغبون في مشاهدته في جميع أنحاء الشركة وأن يعززوا بشكل استباقي بيئة من التعاون والتنوع.
تشير نظرية الاتصال التكاملي إلى أن هذه المستويات المتفاوتة من التكامل داخل الثقافة تؤثر بشكل مباشر على تجربة الفرد في الثقافة الجديدة، وهو ما تشير إليه أبحاث أخرى. إن أحد الاختلافات الرئيسية بين أعضاء المجموعات الثقافية المختلفة داخل أمريكا هو درجة انغماسهم في ثقافة الولايات المتحدة. ويذكر أنه يمكن تصنيف أعضاء المجموعات المتنوعة ثقافيًا في عدة فئات. الأفراد ثنائيي الثقافة قادرون على العمل بكفاءة في الثقافة السائدة مثل ثقافتهم مع التمسك بمظاهر ثقافتهم الخاصة. يتمسك الأفراد التقليديون بأغلبية السمات الثقافية من ثقافة الأصل ويرفضون العديد من سمات الثقافة السائدة. النوع الثالث من الأفراد سوف يتثقف ويتخلى عن معظم السمات الثقافية للثقافة الأصلية وسمات الثقافة السائدة. وأخيرا، فإن الفرد الهامشي لا يتناسب مع ثقافة الأصل ولا مع الثقافة السائدة.

### ديناميكية التكيف مع الإجهاد والنمو
طور كيم نظرية تواصل تكاملية للتكيف بين الثقافات والتي تصور التكيف كعملية جدلية لديناميكية "التكيف مع الإجهاد والنمو" التي تؤدي تدريجيًا إلى قدر أكبر من اللياقة الوظيفية والصحة النفسية فيما يتعلق بالبيئة المضيفة. يركز هذا الجزء من نظرية كيم على الضغط الذي يصاحب حتماً التحرك عبر الثقافات، حيث يسعى الفرد إلى الاحتفاظ بجوانب من ثقافته القديمة بينما يحاول أيضًا الاندماج في الثقافة الجديدة. وينتج عن الصراع الداخلي الذي ينشأ حالة من عدم التوازن "الانخفاضات" العاطفية من عدم اليقين والارتباك والقلق. يتعامل الناس مع هذا التغيير بطرق مختلفة، بما في ذلك التجنب والإنكار والانسحاب، بالإضافة إلى التراجع إلى العادات الموجودة مسبقًا من أجل القضاء على الانزعاج في البيئة الجديدة. ويطور آخرون عادات جديدة ويبدأون عملية التكيف، مما يسمح لهم بأن يصبحوا أكثر ملاءمة لبيئتهم. بمجرد حدوث ذلك، غالبًا ما تصاحبه فترة من النمو. وبالتالي، فإن ديناميكية نمو التكيف مع الإجهاد ليست عملية خطية ولكنها مسعى ذهابًا وإيابًا يستلزم فترات من التراجع والتقدم اللاحق. يمكن تعريف الاستيعاب على أنه العملية التي من خلالها يأخذ الشخص مادة إلى ذهنه من البيئة، مما قد يعني تغيير أدلة حواسهم لجعلها مناسبة، في حين أن التكيف هو الفرق الذي يحدث في ذهن الفرد أو مفاهيمه من خلال عملية الاستيعاب.

## هيكل التكيف بين الثقافات

### التواصل الشخصي: كفاءة التواصل مع المضيف
يعد التواصل شرطًا أساسيًا لنجاح تكيف الأفراد مع بيئة جديدة. ويعتمد هذا على فك التشفير، أو قدرة الغرباء على تلقي المعلومات ومعالجتها، وكذلك التشفير، أو تصميم وتنفيذ الخطط العقلية في بدء الرسائل أو الرد عليها. هناك ثلاث فئات معترف بها بشكل شائع:
1. المعرفية: تشمل القدرات الداخلية مثل معرفة الثقافة المضيفة واللغة والتاريخ والمؤسسات ووجهات النظر العالمية والمعتقدات والأعراف وقواعد السلوك بين الأشخاص.
2. العاطفية: تسهل الكفاءة العاطفية التكيف بين الثقافات من خلال توفير القدرة التحفيزية للتعامل مع مختلف تحديات العيش في البيئة المضيفة، والانفتاح على التعلم الجديد، والرغبة في المشاركة في الجوانب العاطفية والجسدية للبيئة المضيفة.[3]
3. التشغيلية: تتعلق الكفاءة التشغيلية بالجوانب الأخرى لكفاءة التواصل مع المضيف وتسهل التعبير الخارجي للغرباء عن تجاربهم المعرفية والعاطفية.[3]

### التواصل الاجتماعي مع المضيف
سيكون من المفيد الحصول على خلفية أو تعريف إضافي لأن عبارة "التواصل الاجتماعي مع المضيف" ليست عبارة شائعة الاستخدام في دراسات الاتصال أو المواضيع ذات الصلة. فيما يلي بعض الأشياء الشائعة التي يجب وضعها في الاعتبار عندما يتعلق الأمر بالتواصل عند الاستضافة، سواء كان ذلك في الأحداث أو اللقاءات أو المنصات عبر الإنترنت. عند تنظيم حدث ما، يعد التواصل الجيد أمرًا ضروريًا. يتضمن ذلك معلومات واضحة وفي الوقت المناسب فيما يتعلق بهدف الحدث ومسار الرحلة وأي عناصر أخرى ذات صلة. الاستفادة من مجموعة متنوعة من منصات الاتصال، بما في ذلك رسائل البريد الإلكتروني ووسائل التواصل الاجتماعي والإعلانات والدعوات. من المهم لمضيفي الأحداث أو التجمعات الاجتماعية خلق جو ودي.

### التواصل الاجتماعي العرقي
يشار إلى دراسة وفهم التواصل داخل المجموعات العرقية وفيما بينها بالتواصل الاجتماعي العرقي. وهو يستلزم النظر في التفاعلات وتبادل المعلومات والروابط التي يقيمها الأشخاص من خلفيات عرقية مختلفة داخل مجتمعاتهم ومع المجموعات الأخرى. الاعتراف واحترام الاختلافات في الثقافة بين المجموعات العرقية. تشجيع الكفاءة الثقافية والحساسية للتعامل بشكل جيد مع التواصل بين الثقافات. التعرف على تنوع اللغات التي تتحدث بها المجموعات العرقية المختلفة. يعد فهم التفاصيل الدقيقة لاستخدام اللغة أمرًا حيويًا للتواصل الجيد، حيث تلعب اللغة دورًا حاسمًا في التواصل.

### البيئة
نهج متعدد التخصصات، تدمج نظرية الاتصال التكاملي أفكارًا من دراسات الاتصال وعلم الاجتماع وعلم النفس والأنثروبولوجيا لفهم عمليات الاتصال بشكل أفضل. خلق جو يعزز التعاون بين المهنيين في مختلف المجالات. ويمكن لورش العمل والندوات والمشاريع البحثية متعددة التخصصات أن تساعد في تحقيق ذلك. إنشاء خطوط مفتوحة للتواصل وتبادل المعلومات بين الأكاديميين والممارسين والباحثين. يمكن أن تندرج جميع التجمعات والمؤتمرات ومنتديات الإنترنت المنتظمة ضمن هذه الفئة.

### الاستعداد
يمكن للفرد أن يعد نفسه بشكل أفضل لدخول بيئة جديدة، جسديًا وعاطفيًا، مما سيكون له تأثير إيجابي على قدرته على التحول. ويأخذ ذلك في الاعتبار الاستعداد العقلي والعاطفي والتحفيزي للتعامل مع البيئة الجديدة، بما في ذلك فهم اللغة والثقافة الجديدة. إن وجود عقل متفتح يساعد على تخفيف بعض الصدمة الثقافية المرتبطة بالاستيعاب في البيئة الجديدة.

## أنظر أيضا
- التثاقف
- التثقيف
- مبادئ التواصل بين الثقافات